# Tony Mordente
Tony Mordente (Nueva York, 3 de diciembre de 1935 - 11 de junio de 2024) fue un actor, bailarín, coreógrafo y director de televisión estadounidense.

## Primeros años y carrera
Nacido como Anthony Charles Mordente Jr. en Brooklyn, hijo de un conductor de camión de cerveza, Mordente asistió a la escuela de danza a los trece años. Asistió a la High School of Performing Arts y ganó una beca para la American Ballet Theater School. Allí fue descubierto por el coreógrafo Michael Kidd, quien lo eligió como Lonesome Polecat en la adaptación musical de Broadway de 1956 de la tira cómica de Al Capp, Li'l Abner.
Mordente luego apareció en las producciones de Broadway (1957) y West End, así como en la versión cinematográfica de West Side Story, en la versión teatral conoció a su futura esposa, Chita Rivera, quien interpretó a Anita en el elenco original de Broadway. En la versión teatral, Mordente interpretó a A-Rab, y en la película interpretó a Action. "Quería interpretar su papel original en la película y estaba muy decepcionado de ser Action y pregunté por qué cambiaron su papel", escribió Seth Rudetsky en Playbill. "Dijo que nunca preguntó porque a veces preguntas y no te gusta la respuesta. De todos modos, terminó siendo muy destacado en la película."
Rudetsky dijo que los actores le contaron que el elenco de Broadway tenía instrucciones específicas de que los Sharks y los Jets no podían fraternizar. "Bueno, no solo [Rivera] fraternizó con un Jet (Tony Mordente), ¡terminaron teniendo una hija (Lisa Mordente)! Chita recuerda haber visto a Tony en el ensayo y sentir que literalmente volaba."
Mordente fue la voz de Oliver Cool en la grabación del sencillo de 45 rpm, "Oliver Cool" b/w "I Like Girls" de Oliver Cool (Roulette R-4292). El disco no se clasificó a nivel nacional en los Estados Unidos, pero fue un gran éxito en Australia en 1961.
Fue suplente del papel principal y asistente de Gower Champion en Bye Bye Birdie (1960). Luego volvió a trabajar con Kidd en Ben Franklin in Paris (1964) y el desafortunado Breakfast at Tiffany's (1966), que cerró durante los ensayos. Recibió su primer crédito como único coreógrafo en Here's Where I Belong (1968), que nunca pasó de la noche de apertura.
Como actor, Mordente tuvo apariciones como invitado en las series de televisión Combat! y The Outer Limits. Comenzó a coreografiar para programas de variedades de televisión, incluidos The Ed Sullivan Show y The Sonny & Cher Comedy Hour.
Mordente comenzó a dirigir para televisión a mediados de la década de 1970. Sus créditos incluyen veintinueve episodios de Rhoda, diez episodios de Matlock, treinta y siete episodios de Walker, Texas Ranger, cinco episodios de The A-Team, cuatro episodios de The Love Boat y treinta y tres episodios de 7th Heaven, además de episodios de The Practice (1976), Busting Loose, Love, Sidney, Family Ties, Day by Day, M*A*S*H y Burke's Law, entre otros programas de televisión.

## Vida personal
De 1957 a 1966, Mordente estuvo casado con Chita Rivera. Su hija es la actriz Lisa Mordente, quien recibió una nominación al premio Tony a la mejor actriz en 1982 por el musical Marlowe. Mordente y Rivera se divorciaron pero mantuvieron buenas relaciones. Mordente se casó con Jean G. Fraser en 1978. Fueron padres de la guionista Adriana Mordente. Vivía en Henderson, Nevada.
Mordente falleció tras una breve enfermedad el 11 de junio de 2024, a los 88 años. Su muerte ocurrió cinco meses después de la de su exesposa, Chita Rivera.